# Lógica de términos
Lógica de términos, escuela de lógica que surgió en la Europa del siglo XII y que dominó las universidades hasta su postergación en las reformas humanísticas. Su objetivo principal era elucidar la forma lógica (la «exposición») de las proposiciones propuestas en el contexto de la disputatio escolástica. Su teoría central se refiere a las propiedades de los términos, sobre todo a la suposición, e hizo las bases de la moderna teoría de la cuantificación. Entre los lógicos importantes de esta escuela están Petrus Hispanus, William Sherwood, Walter Burley, William Heytesbury y Pablo de Venecia.